# Achille Gagliardi
Achille Gagliardi (Padova, 1538 – Modena, 6 luglio 1607) è stato un filosofo, gesuita e teologo italiano.

## Biografia e opere
Professore di filosofia e teologia al Collegio Romano, fu poi rettore e professore ai collegi di Torino, Milano, Venezia, Fu tenuto in grande stima da Carlo Borromeo e scrisse su sua espressa richiesta un importante catechismo per i fanciulli (Catechismo della fede cattolica con un compendio per i fanciulli, 1584). Fu autore di varie opere di ascetica (particolarmente significativi i Commentarii seu Explanationes in exercitia S. Ignatii de Loyola, pubblicati postumi nel 1882) e direttore spirituale della mistica milanese Isabella Cristina Bellinzaga Lomazzi, con la quale collaborò alla redazione dell'opera Breve compendio intorno alla perfezione cristiana (1611). Tradotto in francese, tedesco, olandese e spagnolo, il Breve compendio esercitò una notevole influenza sui successivi scrittori spirituali, tra i quali Pierre de Bérulle, il cappuccino Laurent de Paris, il domenicano Antoine du Saint-Sacrement e i gesuiti Jean-Joseph Surin e Jean Rigoleuc, il basiliano Giuseppe de Camillis e Miguel de Molinos. Nel 1606 Gagliardi si ritirò a Modena, dove morì il 6 luglio dell'anno successivo.